# Muhammed Jakub Khan
Muhammed Jakub Khan, född 1849, död 1923, var emir av Afghanistan 1879 - 1880. Han abdikerade efter att ha betvingats på slagfältet av britterna under lord Roberts, varefter tronen bestegs av Abd-ar-rahman.